# Enemorina Eaner
Enemorina Eaner är ett distrikt i Etiopien.   Det ligger i zonen Guraghe och regionen Ye Debub Biheroch Bihereseboch na Hizboch, i den centrala delen av landet, 160 km sydväst om huvudstaden Addis Abeba.